# Парк Марата Казея
Парк Марата Казея, также известен как Пионерский парк (бел. Піянерскі парк) — парк в Центральном районе города Минска. Расположен на пересечении улиц Янки Купалы и Куйбышева на левом берегу реки Свислочь. Назван в честь белорусского советского пионера-героя Марата Казея.

## История
Парк основан в 1948—1950 годах (архитектор И. М. Руденко) на месте жилого дома, разрушенного в годы Великой Отечественной войны. До организации Центрального детского парка имени М. Горького в 1960 году использовался как детский парк. Изначально получил название Пионерский парк. После установки в сквере памятника Марату Казею был переименован в честь пионера-героя.
7 ноября 2014 года в День Октябрьской революции в парке Марата Казея была открыта воркаут-площадка.

## Описание
Парк Марата Казея находится между парком имени Янки Купалы и сквером на площади Парижской Коммуны. Площадь парка составляет 7,1 га. Здесь насчитывается 26 видов древесных пород, среди которых много ценных хвойных (пихта сибирская и одноцветная, голубая ель, туя западная) и лиственных (липа сердцевидная, клён серебристый и клён остролистный, граб обыкновенный, конский каштан обыкновенный, красный дуб). В центре парка находится его главная достопримечательность — памятник Герою Советского Союза пионеру Марату Казею (установлен в 1959 году, скульптор С. И. Селиханов, архитектор В. М. Волчек). К этому памятнику ведут все аллеи в парке.